# بربوف، کبک
برِبُف (به فرانسوی: Brébeuf) قصبه‌ای در منطقه شهری له لورانتید ناحیه لورانتید در استان کبک کانادا است. در سرشماری سال ۲۰۱۱ این قصبه ۹۳۸ نفر جمعیت داشته‌است و مساحت آن ۳۶٫۷۱ کیلومتر مربع است.